# Desa Muk
Desa Muk, (slov. Desa Muck) slovenačka književnica, dramska spisateljica, pozorišna i filmska glumica, televizijska voditeljka, scenarista i publicista.

## Život
Rođena je 1955. godine u Ljubljani, gde je i odrasla. Radila je kao pomoćnik vaspitača u vrtiću, negovateljica mentalno ometene dece i tehnički crtač u građevinskom preduzeću. 
Ona je profesionalni pisac i slobodni umetnik. Penzionisana je u avgustu 2020. 
Glumila je u mnogim filmovima i pozorišnim predstavama i vodila televizijske emisije i događaje. Bila je nominovana za Slovenku 1996, 1997, 1998. i 2008. U martu 2018. magazin Ona Plus ju je izabrao za Slovenku 2017. godine, dobila je titulu Ona 365.
U obrazloženju izboram komisija je napisala: „zbog njene potpune iskrenosti kada govori o najvažnijim stvarima u životu. Bez oklevanja. Ne krivi, već priča. Zato što veruje u ljude. Na moć veze. Beskompromisno davanje, kojim se približava svima nama, pa i nečitaocima.“ 
Ima tri ćerke. Udata je za Igora Blažinu. Živi u Mokronogu.

## Rad
Napisala je više od 50 književnih dela za decu, omladinu i odrasle, od kojih su mnoga više puta preštampana i prevođena na nemački, engleski, španski, italijanski, hrvatski, srpski, rumunski, bugarski, češki, slovački, mađarski, makedonski i romskih jezika. 
Piše se i kao tzv pisac duhova, gde njen identitet nije otkriven. 
Ona je najčešće pozajmljivana autorka u javnim bibliotekama u Sloveniji, jer čitaoci svake godine pozajmljuju njene knjige više od 50.000 puta. Odlikuje se plemenitim humorom i saosećanjem. 
Po njenom romanu za odrasle Panika snimljen je celovečernji film, a od dečjih priča o Anici snimljeno je deset kratkih televizijskih filmova. 
U tinejdžerskim godinama igrala je u Šentjakobskom pozorištu. Kao filmsku glumicu otkrio ju je reditelj i glumac Peter Zobec. 
Najpre je pisala scenarije za TV emisiju Videogodba i dečiji film Desovila, kao i stripove. Usledile su ljubavne priče za časopis Antena, kojih je napisala preko 100. Za dečiji časopis PIL napisala je edukativno-zabavnu podstranicu „Blazno resno“ i rubriku „Kutak tetke Justi“. Bila je urednica časopisa "Firbec".
Od 1996. do 2002. i od 2008. do 2010. godine sarađivala je sa TV SLO i voditeljem Mariom Galuničem u nedeljnim večernjim porodičnim emisijama Mario, ZOOM i Spet doma kao kovoditelj i koscenarista. Pre toga, 1984. godine, bila je televizijski voditelj i scenarista muzičke emisije Videogodba, za koju je dobila Viktorovu nagradu, i ko-voditelj omladinske emisije "Periskop". 
Glumila je u 16 filmova i 5 televizijskih serija. Učestvovala je u oko 400 scenarija za televizijske emisije, napisala je oko 50 scenarija za novogodišnje emisije i zabavno-muzičke događaje poput „Slovenske popevke“, „Melodije morja in sonca“, „Ema“ i drugih. 
Piše koscenarist za mnoge zabavne emisije TV Slovenija. 
Kao književni stvaralac poznata je po više od 300 kolumni objavljenih u časopisima i listovima Jana, Ona, Lisa, Objektiv, koje su sakupljene i objavljene u tri knjige: Zamke života 2005. i Zamke života II 2007. i Takole bom rekla 2017. takođe novinarski rad u časopisu Antena i u časopisu za decu PIL. Autorka je stripa Desovila.
Najpoznatija je po pisanju proze, posebno za mlade i decu. U svojim spisima hvata jednostavna i opšta ljudska iskustva. Pokriva teme kao što su slava, bonton, seks, droga, škola, poremećaji u ishrani. "Broken Serious About -" seks, škola, hit, savršena, poznata serija smatra se "tinejdžerskom biblijom odrastanja". 
Napisala je i glumila u dve jednočinke komedije Sutra počinjem i Konačno srećan, kao i tri drame za odrasle, pet pozorišnih predstava za decu, dve radio drame, od kojih je jedna „Ko je ubio zmaja?“ nagrađivana i emitovana na nemačkom i italijanskom nacionalnom radiju, a postavljena je i kao pozorišna predstava u Šentjakobskom pozorištu u sezoni 1994/1995. Njen komad Blazno resno zadeti postavljen je u Kulturnom pozorištu u Novoj Gorici, a 2009. godine iu Cankarjevom domu i Prešernovom pozorištu u Kranju. 
Aranžirala je tekst i napisala pesme za pozorišnu predstavu Muca obućar, koju od 2008. godine izvodi Prešernovo pozorište Kranj. U predstavi se pojavljuje i u ulozi obućara Muce. Napisala je scenario za mjuzikl "Alpska saga" i scenarije za goste druge sezone humoristične TV serije "Dragi komšije". U decembru 2017. TV Slovenija snimila je jednočasovni dokumentarac o njoj pod nazivom „Kaj ti je deklica Blazno resno o Desi Muck“. 
Radiotelevizija Slovenija snimila je igrani film po njenom romanu za odrasle "Panika".
Sa partnerom Blažinom je u avgustu 2016. godine osnovala izdavačku kuću i produkcijsku kuću Muck Blažina koja je objavila njenu knjigu, zbirku kolumni Takole bom rekla i drugo dopunjeno izdanje Šta je boje sveta, Kokoš velikanka ili Kako Slovenija je dobila svoj imidž, i reprint Anice i strašnog viteza, Anice i velike tajne, Anice i prve ljubavi. Izradili su pozorišnu predstavu za decu prema Desinoj knjizi „Anica i strašni vitez“ u režiji Zale Sajko.

## Uloge u filmu i TV serijama i pozorištu

### TV serije
- Naša mesna zajednica, 1980
- Ante, 1982
- Oblaci su crveni, 1983
- Bankari (uloga Justine), 2007
- Danas gore, dole sutra, 2009
- Ovog popodneva, 2015
- Više po oglasima, 2016
- Drage komšije (uloga gospođe Čužnik), 2. sezona 2017
- Drage komšije (uloga gospođe Čužnik), 3. sezona 2018
- Drage komšije (uloga gospođe Čužnik), 4. sezona 2018
- LP Lena (uloga Zaline majke), 2. sezona 2020
- Da, šefe! (uloga medicinske sestre) 4. sezona 2022
- Gospodin Profesor (mama) 1. sezona 2022

### Celovečernji filmovi
- Crveni bugi ili šta ti je devojko, 1982
- Dah, 1983
- Kako sam sistematski uništen od idiota, 1983[2]
- Telesni dah, 1983
- Tri priloga slovenačkom ludilu, 1983
- Ljubav, 1984
- Naš čovek, 1985
- Ljubav Blanke Kolak, 1987
- Vetar u mreži, 1989 (COBISS)
- Američki san, 1992
- Good Rockin' Tonight, 1992
- Šta zaista mislim o Vudiju Alenu, 2003
- Instalacija ljubavi, 2007 (nagrada VESNA za najbolju sporednu glumicu)
- Veronika i Friderik, 2009
- Panika, 2013[3]

### Omladinski film
Zaboravljeno blago, 2002 

### Pozorišne predstave
- Ura suncu i kiši (Hep van Delft, produkcija Šentjakobskog teatra u Ljubljani, uloga Blažene Gospe), 1973.
- Svi smo mi samo ljudi, (autor Fadil Hadžić, produkcija Šentjakobskog teatra Ljubljana, glumila Maja), 1974.
- Dom Bernarde Albe (Federiko Garsija Lorka, produkcija Šentjakobskog teatra Ljubljana, uloga Bernardine ćerke Magdalene), 1974.
- Počinjem sutra (mono komedija, napisana i glumljena), 2002
- Ozbiljno ludi hit (Prešernovo pozorište Kranj, napisala i odigrala ulogu majke), 2004, 2007, 101 ponavljanje
- Blazno ozbiljno poznato (Prešernovo pozorište Kranj, pisao i igrao Desu), 2006, 2009, 100 ponavljanja
- Selma u Lojzki (Pozorište Koper, napisala tekst i odigrala ulogu Lojzke), 2006.
- Muca copatarica (Prešernovo pozorište Kranj, igra Muca copatarica), 2008, preko 100 ponavljanja
- Badnje veče (Pozorište Koper, koautor teksta i glumica), 2008.
- Ludo ozbiljan u vezi sa seksom (Prešernovo pozorište Kranj, scenario i gluma), 2009
- Vomen&men.com (Špas teatar Mengeš), 2009
- Konačno srećan (mono komedija, napisano i odglumljeno), 2010
- Portreti 1 (Pozorište mladih Ljubljana, u ulozi voditelja), 2013
- Portreti 2 (Pozorište mladih Ljubljana, u ulozi voditelja), 2013
- Portreti 3 (Ljubljansko pozorište mladih, u ulozi voditelja), 2013.
- Pozorišna proba (Pozorište Koper, koautor teksta i uloga gospođe Dese), 2014.
- mjuzikl Brilijantin (u ulozi prof. Linča), 2018,
- pozorišna emisija Pažnja! Budućnost sa Desom Muck (Teatar Koper, voditelj i scenarista), 2021
- pozorišna predstava Žena: ljubavi, gubici, haljine (Špasteater Mengeš, igra nekoliko likova), 2021.

### Dramatizacije
1999 Roald Dal, Matilda (Prešernovo pozorište Kranj, režija Matjaž Latin)
2018 Jeanie Linders, Menopauza; prevod i adaptacija (Špas teatar Mengeš, režija Nina Kleflin)

## Bibliografija

### Omladinska književnost

#### Kolekcija Anica:
- Anica i strašni vitez, 2001
- Anica i Majčin dan, 2001
- Anica i zec, 2001[4]
- Anica i Jakob, 2002
- Anica i dan sporta, 2002
- Anica i velike brige, 2003
- Anica i praznici, 2004
- Anica i velika tajna, 2004
- Anica i prva ljubav, 2005
- Anica i tajanstvena maska, 2007

#### Čudotvorna buva Megi kolekcija:
- Čudotvorna buva Megi i sveti Bernard Karli, 2012
- Čudotvorna buva Megi i zec Branko, 2012
- Čudesna buva Megi i kornjači Taška i Toni, 2013
- Čudotvorna buva Megi i mačka Živka, 2013
- Čudesna buva Megi i papagaj Slavko, 2014
- Čudesna buva Megi i tvor Jurček, 2014
- Čudesna buva Megi i pacovi Ančka i Katka, 2015
- Čudesna buva Megi i hrčak Marjan, 2015
- Čudesna buva Megi i kobila Rika, 2016
- Čudesna buva Megi i zlatne ribice Darja i Ivo, 2017

#### Zbirka patuljaka:
- Patuljci i pseće srce, 2014
- Patuljci pronalaze majku, 2015
- Patuljci hvataju lovca, 2016
- Patuljci pripitomljavaju jednoroga, 2017

#### Ostali radovi za mlade:
- Tog lepog dana, 1992
- Ludo ozbiljan za seks, 1993
- Pod blagim nebom, 1993
- Ludo ozbiljno savršeno, 1995
- Mesečeva ćerka, 1995
- Udari ozbiljno, 1996
- Kremplin, 1996
- Lažeća Suzi, 1997
- Ludo ozbiljno slavan, 1998
- Fonton, 1998
- Ludo ozbiljno za školu, 2000
- Čudo u operi, 2001
- Sam u kući, 2001
- Koje je boje svet, 2002, 2018
- Divovska kokoš, 2007, 2019
- Kad se kornjača izgubi..., 2009
- Nebo u oku lipicanera, 2010, 2022
- Bajkovito lutanje medveda Lovre po Sloveniji, 2017
- Oli iz zemlje vulkana, 2021
- Hrabri Maks, 2023
- Miklova Zala - adaptacija za decu 2023
- Pavlina ga duva 2023. godine
- Ludo ozbiljno za HPV 2023
- Pavlina i uvređeni dinosaurus 2023
- Maks, najhrabriji ris 2023
- Pavlina i velika ptica 2024

### Radovi za odrasle

#### Romani
- Panika, 2003[5]
- Peščanik Božijeg deteta, 2006
- Odred ili Kako usrećiti druge protiv njihove volje, 2015

#### Drama
- Ko je ubio zmaja?: krimi za početnike, 1989
- Počinjem sutra (mono komedija), 2002
- Udari ludo ozbiljno, 2004
- Beskrajno voljen čovek (drama), 2004
- Selma i Lojzka (romantična komedija), 2006
- Ludo ozbiljno slavan, 2006
- Ludo ozbiljno za seks, 2009
- Konačno srećan! (mono komedija), 2010
- Alpska saga (mjuzikl), 2017

#### Nonfiction
- Zamke života, 2005
- Životne zamke II, 2007 (COBISS)
- Reći ću ovako: zbornik rubrika 2008-2015, 2017
- Ludo ozbiljno za HPV 2023

#### Prevodi
- Hauard Ešman, Alan Menken: Mala prodavnica užasa, 2004

## Priznanja i nagrade
- 1985, Pobednik za medijska dostignuća i dostignuće popularne kulture za vođenje TV emisije Videogodba
- 1996, 1997, 1998, 2008 nominacija za titulu Slovenka godine
- 1998, nagrada Večernica za najbolji omladinski roman 1997 (Lažniva Suzi)
- 1999, omiljena slovenačka omladinska knjiga (Lažniva Suzi)
- 2005, Levstikova nagrada za zbirku priča Anica (Anica i velike brige, Anica i godišnji odmori, Anica i velika tajna)
- 2003, 2004, 2005, 2006, 2007, po izboru mladih čitalaca, nagrada moja omiljena knjiga (zbirka Anica)
- 2003, IBBI počasna lista, Anica i velike brige, međunarodna nagrada za književnost za mlade
- 2007, nagrađena za najbolju žensku sporednu ulogu u filmu Instalacija ljubavi na 10. Festivalu slovenačkog filma
- 2016, Ježkova nagrada
- 2018, ONA 365
- 2023, Levstikova nagrada za životno delo

## Spoljašnje veze
- Desa Muck na sajtu  (jezik: engleski)
- Zvanični sajt (jezik: slovenački)
- MUCK Blažina založba in produkcijska hiša na sajtu Facebook
- Desa Muk - Strastveno zaljubljivanje ne poznaje godine na sajtu Youtube
- Autor Desa Muk na sajtu Laguna
- COBISS Desa Muk